# Средиземноморский ботус
Средиземноморский ботус (лат. Bothus podas) — вид лучепёрых рыб из семейства ботовых (Bothidae). Питается мелкими рыбами и беспозвоночными.

## Описание
Обитает на глубине 15-400 метров. Держится около песчаного и илистого дна. Максимальная зарегистрированная длина 45 см, чаще встречаются экземпляры до 15 см. Чешуя на глазной стороне ктеноидная, а на слепой — циклоидная. Питается придонными рыбами и беспозвоночными. Размножение происходит с мая по август. Маленькие особи хорошо приспосабливаются к аквариуму, но требуют достаточной площади дна. В течение репродуктивного сезона самцы ухаживают и спариваются поочередно с самками на своей территории, а самки, кажется, проявляют брачную верность своему доминирующему самцу. Данные также показывают, что ухаживание играет важную роль в определении успеха самцов в спаривании. Глаза светло-коричневого цвета с более темными пятнами. Спинных мягких лучей всего 85-95, а анальных мягких лучей 63-73.

## Распространение и среда обитания
Обитает в Восточной Атлантике: в Средиземном и Адриатическом морях, от Мавритании до Анголы, включая Мадейру, Кабо-Верде и Канарские острова. Встречается на мелководье, над песчаным и илистым дном континентального плато.

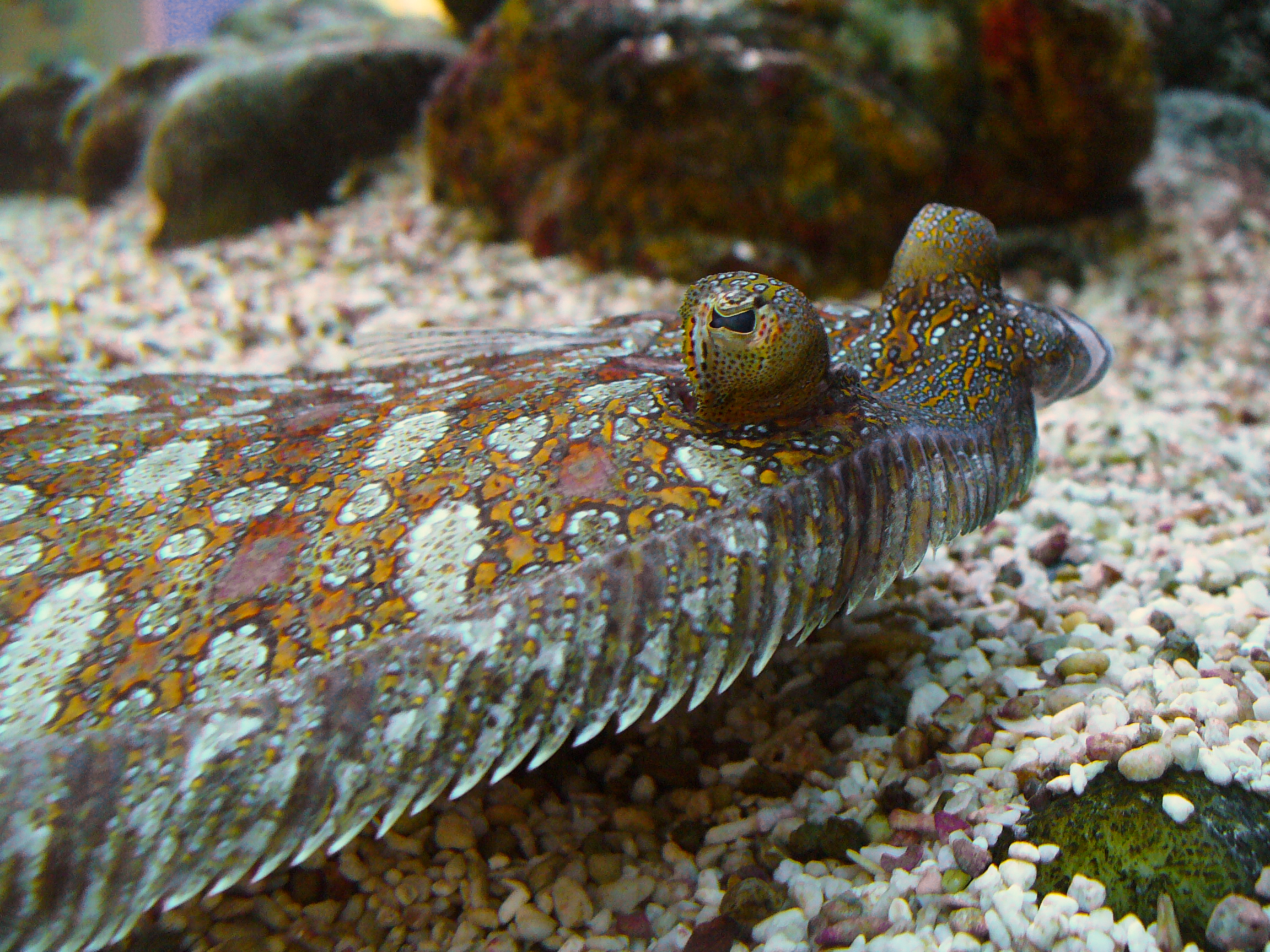
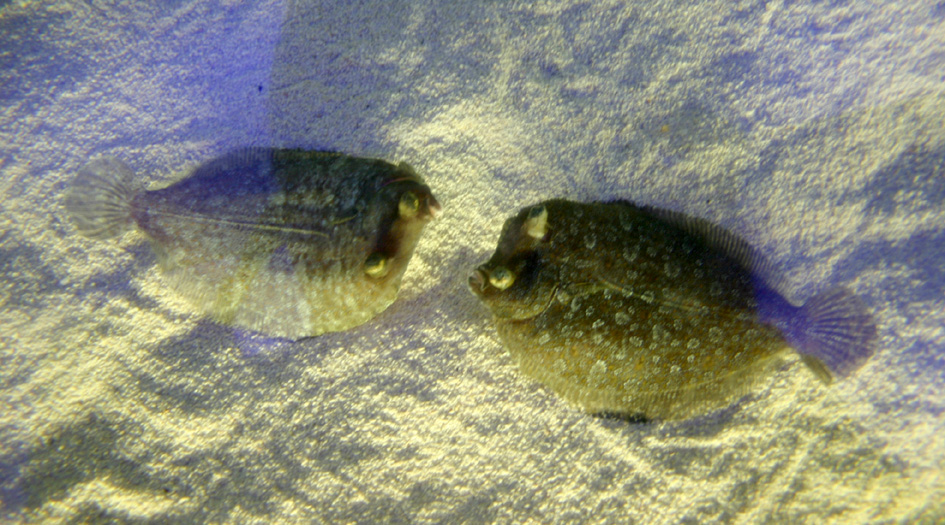
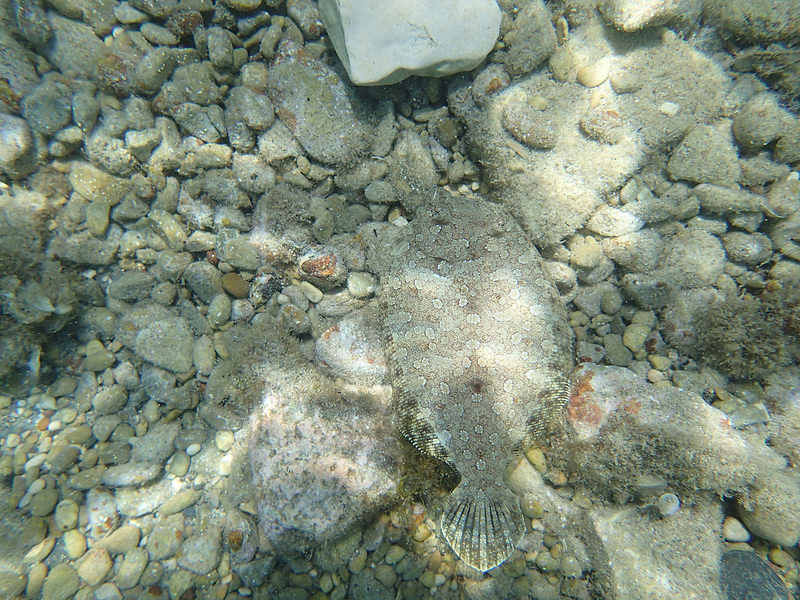